# Adama nymphias
Adama nymphias är en insektsart som beskrevs av Rauno E. Linnavuori 1969. Adama nymphias ingår i släktet Adama och familjen dvärgstritar. Inga underarter finns listade i Catalogue of Life.